# エイミー・ガットマン

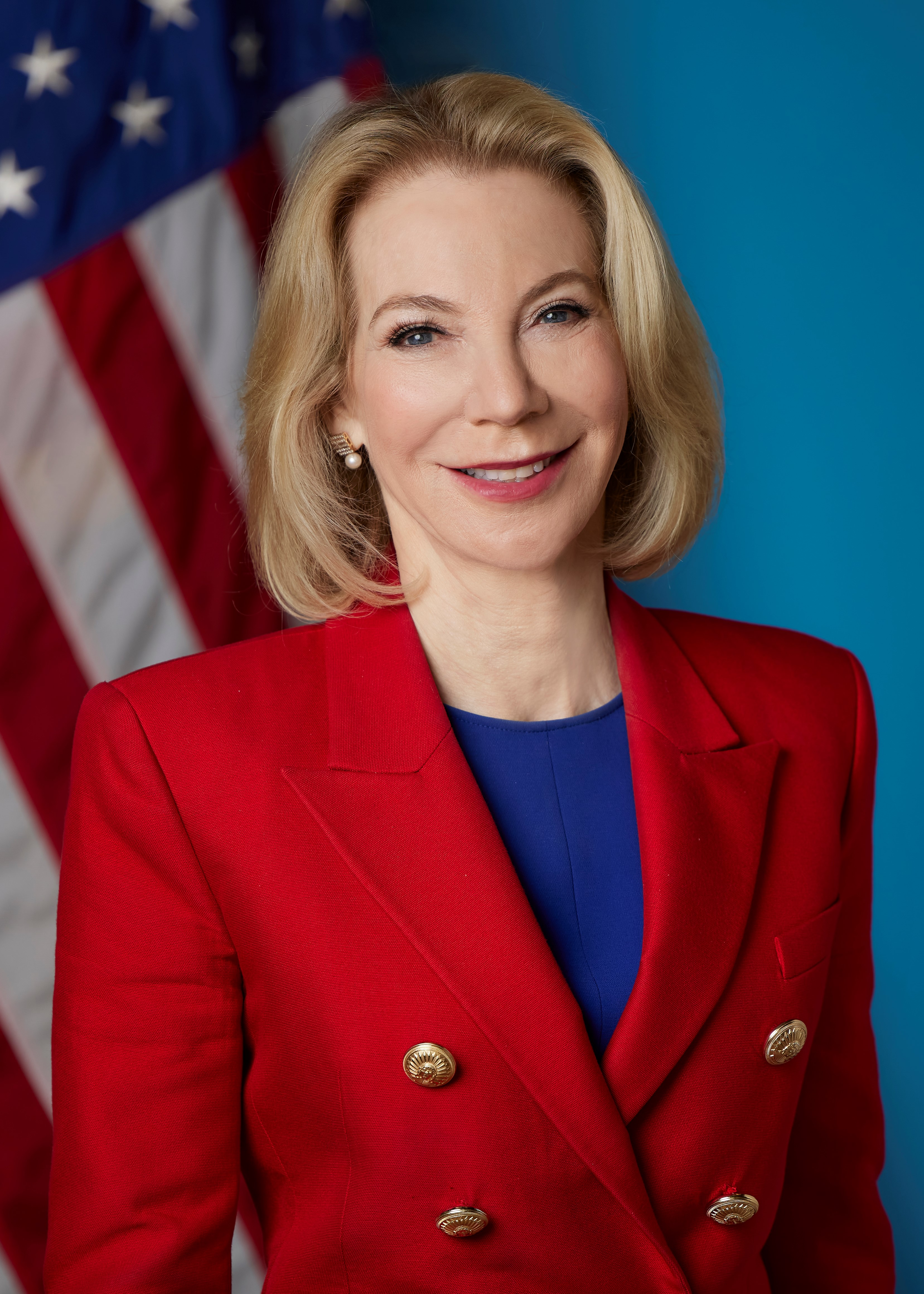
ドイツ大使としての公式肖像写真

エイミー・ガットマン（Amy Gutmann、1949年11月19日 - ）は、アメリカ合衆国の政治学者、外交官。元在ドイツアメリカ合衆国大使。専門は、政治理論、政治哲学、民主主義論。
ニューヨーク市生まれ。ラドクリフ・カレッジ卒業後、ロンドン・スクール・オブ・エコノミクスで修士号、ハーバード大学で博士号取得。1976年から2004年までプリンストン大学で教鞭をとった後、2004年1月にペンシルベニア大学第8代学長に就任。
2021年7月に大統領のジョー・バイデンから在ドイツアメリカ合衆国大使に指名されたが、アメリカ合衆国上院の承認を得られず一度は見送りとなった。バイデンは2022年1月4日に再度ガットマンを駐ドイツ大使に指名し、上院に承認を求めた。2022年2月8日、上院は54対42でガットマンの駐ドイツ大使就任を承認した。翌年2月に学長を退任してまもなく着任した。
ガットマンは2024年7月に駐ドイツアメリカ大使を辞任し、ペンシルバニア大学に復帰した。
夫のマイケル・ドイルは、コロンビア大学の国際政治学教授である。

## 著書

### 単著
- Liberal Equality, (Cambridge University Press, 1980).
- Democratic Education, (Princeton University Press, 1987, new ed., 1999).

神山正弘訳『民主教育論ー―民主主義社会における教育と政治』（同時代社, 2004年）
- Identity in Democracy, (Princeton University Press, 2003).

### 共著
- Color Conscious: the Political Morality of Race, with K. Anthony Appiah, (Princeton University Press, 1996).
- Democracy and Disagreement, with Dennis Thompson, (Harvard University Press, 1996).
- Why Deliberative Democracy?, with Dennis Thompson, (Princeton University Press, 2004).

### 編著
- Democracy and the Welfare State, (Princeton University Press, 1988).
- Multiculturalism and "the Politics of Recognition": An Essay, (Princeton University Press, 1992).

佐々木毅・辻康夫・向山恭一訳『マルチカルチュラリズム』（岩波書店, 1996年／岩波モダンクラシックス, 2007年)
- Freedom of Association, (Princeton University Press, 1998).
- Work and Welfare, (Princeton University Press, 1998).
- The Lives of Animals, (Princeton University Press, 1999).
- Goodness & Advice, (Princeton University Press, 2001).
- Human Rights as Politics and Idolatry, (Princeton University Press, 2001).

添谷育志・金田耕一訳『人権の政治学』（風行社, 2006年）

### 共編著
- Ethics and Politics: Cases and Comments, co-edited with Dennis Thompson, (Nelson-Hall, 1984, 2nd ed., 1990, 3rd ed., 1997, 4th ed., 2006).